# 1040年
| 千纪： | 2千纪 |
| 世纪： | 10世纪 \| 11世纪 \| 12世纪 |
| 年代： | 1010年代 \| 1020年代 \| 1030年代 \| 1040年代 \| 1050年代 \| 1060年代 \| 1070年代                                                   |
| 年份： | 1035年 \| 1036年 \| 1037年 \| 1038年 \| 1039年 \| 1040年 \| 1041年 \| 1042年 \| 1043年 \| 1044年 \| 1045年                         |
| 纪年： | 庚辰年（龙年）；契丹重熙九年；北宋宝元三年，康定元年；大理正治十四年；西夏天授禮法延祚三年；越南符有道二年；日本長曆四年，長久元年 |

## 大事记
- 三川口之戰以宋敗夏勝收場，宋朝甘陝青寧邊境的防禦處於被動地位。
- 保加利亚沙皇萨穆伊尔之孙P·德尔詹（Петър ІІ Делян）欲使保加利亚脱离拜占廷，在贝尔格莱德被拥为沙皇，与皇族亲王阿鲁西安努斯共同执政。独立军进攻拜占廷的塞萨洛尼基城未克，随即内讧再起，阿鲁西安努斯伏击德尔詹，剜去其双目。
- 塞爾柱帝國在丹丹納干戰役擊敗伊朗的加兹尼王朝軍隊，加兹尼王朝失去對呼羅珊的控制。
- 來自撒哈拉的柏柏爾人約在這一年於西非建立穆拉比特王朝，定都亞哥馬特。

## 出生
- 席德（El Cid）（1040年－1099年，59岁），卡斯蒂利亞貴族，瓦倫西亞的征服者和城主，西班牙民族英雄。